# Boaedon virgatus
Boaedon virgatus är en ormart som beskrevs av Hallowell 1854. Boaedon virgatus ingår i släktet Boaedon och familjen Lamprophiidae. Inga underarter finns listade i Catalogue of Life.
Arten förekommer i västra och centrala Afrika. Honor lägger ägg.